# 小沢俊郎
小沢 俊郎（おざわ としろう、1921年 - 1982年3月14日）は、日本の日本近代文学研究者。

## 略歴
埼玉県生まれ。東京帝国大学文学部国文科を卒業後、東京都立高校の教諭をへて、1972年京都教育大学助教授に転じ、1976年教授に昇任。
宮沢賢治の研究において多くの著作を残し、『校本 宮澤賢治全集』（筑摩書房、1973 - 1977年）の編纂委員も務めている。研究内容は多岐にわたるが、賢治が盛岡高等農林学校時代の親友だった保阪嘉内に宛てた70通を超える書簡を、1968年に（嘉内の子息との共著として）公表したことは、伝記研究上特筆される業績である。

## 著書
- 『宮沢賢治研究叢書 8 薄明穹を行く 賢治詩私読』学芸書林 1976年
- 『蛙の詩三篇 共同学習』筑摩書房 1980年
- 『宮沢賢治論集』全3巻　栗原敦・杉浦静編　有精堂出版、1987年

1 (作家研究・童話研究)
2 (口語詩研究)
3 (文語詩研究・地理研究)

### 共編著
- 『国文法の受験法 重点的総整理』安西廸夫共著、大原出版 1967年
- 『宮沢賢治友への手紙』保坂庸夫共編著 筑摩書房、1968年
- 『宮沢賢治研究叢書 2 賢治地理』編 学芸書林、1975年
- 『国語教材研究シリーズ 4 詩編』足立悦男共著 桜楓社、1981年
- 恩田逸夫『宮沢賢治論』原子朗共編 東京書籍、1981年